# Dougie Freedman
Douglas "Dougie" Freedman (Glasgow, 25 de maio de 1974) é um ex-futebolista e treinador de futebol britânico. Atualmente, é diretor-esportivo do Crystal Palace.

## Carreira de jogador
Freedman iniciou a carreira nas categorias de base do Queens Park Rangers, porém não foi promovido ao elenco principal do clube londrino. Em 1994, faz sua estreia como jogador profissional no Barnet, que disputava a terceira divisão inglesa na época. Foram 47 partidas e 27 gols em uma temporada, chamando a atenção do Crystal Palace, que o contratou em 1995. Embora tivesse feito 20 gols (foi o artilheiro do clube na segunda divisão), não conseguiu levar o Palace à Premier League em 1996.
Entre 1997 e 2000, vestiu as camisas de Wolverhampton Wanderers (29 jogos) e Nottingham Forest (70 partidas) antes de defender novamente o Crystal Palace, onde viveria sua melhor fase (embora quase tenha sido rebaixado à terceira divisão na temporada 2000-01), disputando a Premier League pela única vez a serviço da agremiação do sul de Londres, que terminaria rebaixada por apenas 1 ponto de desvantagem para o West Bromwich Albion. Desde então, não conseguiu outro acesso à principal divisão do futebol inglês. Freedman pendurou as chuteiras em 2010, após passagens por Leeds United (por empréstimo) e Southend United.

## Seleção Escocesa
Entre 1994 e 1995, Freedman entrou em campo 8 vezes pela seleção Sub-21 da Escócia e fez 2 gols. Pela seleção principal, atuou entre 2001 e 2002, porém disputou apenas 2 partidas, com um gol.

## Carreira de treinador
Em março de 2010, pouco depois de encerrar a carreira de jogador, o ex-atacante regressou ao Crystal Palace, agora para trabalhar como auxiliar-técnico de Paul Hart. Com a saída de George Burley em 2011, foi promovido ao cargo de treinador principal.
Passou ainda por Bolton Wanderers e Nottingham Forest antes de voltar pela quarta vez ao Palace, desta vez como diretor-esportivo.